# Bầu cử tổng thống Azerbaijan 2024
Cuộc bầu cử tổng thống được tổ chức tại Azerbaijan vào ngày 7 tháng 2 năm 2024. Tổng thống đương nhiệm Ilham Aliyev nhậm chức từ năm 2003, giành chiến thắng nhiệm kỳ thứ năm liên tiếp với hơn 92% phiếu bầu, đánh bại đối thủ đứng thứ hai là Zahid Oruj, chỉ giành được 2% phiếu bầu.

## Kết quả
| Ứng cử viên                  | Ứng cử viên                  | Đảng                                   | Phiếu bầu | %      |
| ---------------------------- | ---------------------------- | -------------------------------------- | --------- | ------ |
|                              | Ilham Aliyev                 | Đảng Tân Azerbaijan                    | 4.567.458 | 92.12  |
|                              | Zahid Oruj                   | Độc lập                                | 107.632   | 2.17   |
|                              | Fazil Mustafa                | Đảng Xây dựng To lớn                   | 98.421    | 1.99   |
|                              | Qüdrat Hasanquliyev          | Đảng Mặt trận Toàn Nhân dân Azerbaijan | 85.411    | 1.72   |
|                              | Razi Nurullayev              | Đảng Mặt trận Quốc gia                 | 39.643    | 0.80   |
|                              | Elşad Musayev                | Đảng Đại Azerbaijan                    | 32.885    | 0.66   |
|                              | Fuad Aliyev                  | Độc lập                                | 26.517    | 0.53   |
| Tổng cộng                    | Tổng cộng                    | Tổng cộng                              | 4.957.967 | 100.00 |
|                              |                              |                                        |           |        |
| Phiếu bầu hợp lệ             | Phiếu bầu hợp lệ             | Phiếu bầu hợp lệ                       | 4.957.967 | 99.80  |
| Phiếu bầu không hợp lệ/trống | Phiếu bầu không hợp lệ/trống | Phiếu bầu không hợp lệ/trống           | 9.828     | 0.20   |
| Tổng cộng phiếu bầu          | Tổng cộng phiếu bầu          | Tổng cộng phiếu bầu                    | 4.967.795 | 100.00 |
| Cử tri phiếu bầu đã đăng ký  | Cử tri phiếu bầu đã đăng ký  | Cử tri phiếu bầu đã đăng ký            | 6.478.840 | 76.68  |
| Nguồn: Turan Infocenter, CC  |                              |                                        |           |        |